# 須田征男
須田 征男（すだ ゆきお、1943年6月13日 - ）は、日本の実業家。2014年から2018年までに北海道旅客鉄道会長を、日本交通協会理事も務めた。

## 経歴
埼玉県出身。埼玉県立熊谷高等学校を経て、東京大学工学部を卒業した後に、1968年に日本国有鉄道に入社した。東日本旅客鉄道東京支社長、取締役、常務を経て、2002年6月に東鉄工業社長に就任し、2008年6月に会長に就任した。